# Грб Золотурна
Грб Золотурна је званични симбол швајцарског кантона  Золотурна. Грб датира из 1394, а задњу адаптацију је имао 1443. године.

## Опис грба
Грб Золотурна је германски штит хоризонтално подјељен на два поља, од чега је горње у црвеној боји, а доње у сребреној.
Осим у мањој форми, грб се јавља и у проширеној верзији, гдје се на мањи грб надовезују држачи грба: два златна пропета лава главама окренута од штита. Грб је крунисан златном краљевском круном.